# Naufahu Tahi
Naufahu Anitoni Tahi (* 30. Oktober 1981 in Fontana, Kalifornien) ist ein ehemaliger US-amerikanischer American-Football-Spieler auf der Position des Fullbacks. Er spielte bei den Minnesota Vikings in der National Football League (NFL).

## Karriere

### College-Karriere
Tahi erzielte in seinem ersten College-Jahr 445 Yards Raumgewinn. Als Mormone unterbrach er drei Jahre das College für die notwendige Missionsarbeit. In seinem letzten Jahr kam Naufahu Tahi auf 872 erlaufene Yards und acht Touchdowns.

### NFL-Karriere
Die Cincinnati Bengals verpflichteten Tahi 2006 als Free Agent. Er war dort allerdings stets nur Reservespieler und verließ den Verein bereits kurze Zeit später.
Im November desselben Jahres kam er bei den Minnesota Vikings unter Vertrag. Richtig durchsetzen konnte Tahi sich allerdings erst 2008. Er absolvierte jedes Spiel, in erster Linie als Blocker für Adrian Peterson. Ihm selbst gelangen dabei 37 Yards Raumgewinn. Aufgrund seiner Leistungen wurden die Bengals erneut aufmerksam und legten Naufahu ein Angebot vor, die Vikings konnten ihn mit einem neuen Vertrag allerdings zum Bleiben überreden. 2010 gelang ihm sein erster Touchdown im Spiel gegen die New York Giants. Er verlängerte seinen Vertrag im April 2010 für ein weiteres Jahr.